# Perama irwiniana
Perama irwiniana är en måreväxtart som beskrevs av Joseph Harold Kirkbride och Julian Alfred Steyermark. Perama irwiniana ingår i släktet Perama och familjen måreväxter. Inga underarter finns listade i Catalogue of Life.